# 극장판 포켓몬스터 DP: 디아루가 VS 펄기아 VS 다크라이
〈극장판 포켓몬스터 디아루가 VS 펄기아 VS 다크라이〉(劇場版 ポケットモンスター ダイヤモンド&パール ディアルガVSパルキアVSダークライ 게키조반 포켓토몬스타 다이야몬도 안도 파루 디아루가 부이에스 파루키아 부이에스 다쿠라이[*])는 2007년 7월 14일에 개봉된 TV 애니메이션 《포켓몬스터》의 10번째 극장판이다. (극장판을 보기전 다크라이GX를 받을 수 있다)

## 줄거리
포켓몬 마스터가 되기 위해 여행 중인 지우는 호연 지방에서 사귄 동료, TOP 코디네이터가 되길 원하는 봄이와 그녀의 동생 정인이, 그리고 오리지널부터 쭉 자신의 집인 회색시티의 회색체육관을 떠나 모험을 같이 한 웅이와 헤어지고 또 다른 포켓몬들을 만나보고 싶다는 의지와 함께 신오 지방으로 떠난다.
그리고 신오 지방에서 사귄 최고의 코디네이터가 되길 원하는 새로운 히로인 캐릭터 빛나, 그리고 다시 한 번 합류한 웅이와 함께 신오지방을 여행한다. 빛나의 포켓몬 콘테스트를 위해 그들은 '아라모스 마을'로 향한다. 그러나 마을 입구의 반대쪽으로 와 버려 결국 지칠 대로 지친 그들은 아주 기사회생적으로 '앨리스'라는 여성의 기구를 타고 아라모스 마을에 도착하게 된다. 아라모스 마을에서 콘테스트를 개최할 장소는 바로 100년 전 천재 건축가인 '고디'가 지은 '시공의 탑'이었다. 그런데 몇 일 전부터 이 마을에서 괴상한 현상이 자주 일어나고 있었다. 심지어 앨리스가 어렸을 적에 놀던 공원이 이상하다 싶을 정도로 망가져 있었다. 이 때 자신의 파트너 내룸벨트와 함께 나타난 느끼남 '알베르트 남작'은 이것이 모두 다크라이의 짓이라고 우긴다. 정말로 다크라이가 나타나 지우에게 악몽을 꾸게 하는데 무언가를 예언하는 듯 보였다. 다음 날, 마을 광장에서 지우는 자신에게 시합 신청을 하는 트레이너 대욱과 포켓몬 승부를 하려던 도중 하늘에서 이상한 빛이 퍼졌다. 그 때 다크라이가 광장에 나타나고 수많은 포켓몬들을 악몽에 빠지게 해버린다. 그 때, 악몽에 빠진 포켓몬들이 귀신처럼 떠다니는 괴현상이 발생하고, 알베르트의 네룸벨트는 다크라이와의 승부 중 악몽에 빠지고 알베르트가 네룸벨트로 변해버리는 현상까지 나타났다. 또 수상한 안개가 마을 밖에 껴서 마을 밖으로 나갈 수 없는 현상이 벌어졌다. 네룸벨트가 된 알베르트는 이 모든 것이 다크라이의 짓이라고 부득부득 우기고 아라모스 마을에 있는 모든 포켓몬 트레이너들을 설득해서 다크라이를 토벌하러 나서지만 다크라이의 반격에 당한다. 하지만 토니오는 이것이 다크라이의 짓이 아니라 주장한 뒤 그에 대해 조사를 하고 있었다. 그러던 도중 전설의 포켓몬 펄기아가 마을에 들어온 것을 깨닫게 되었다. 정말로 그들 앞에 나타난 펄기아에게 다크라이는 공격을 감행한다. 이 때, 그들 앞에 나타난 또 한 마리의 전설의 포켓몬 디아루가는 펄기아를 공격한다. 이렇게 해서 다크라이를 사이에 끼고 신이라 불리는 포켓몬의 대전이 펼쳐지게 되는데...

## 등장인물
앨리스
성우 - 노토 마미코, 카토 로사 / 정혜옥
음악을 좋아하고 풀피리를 굉장히 잘 부는 귀여운 여성 캐릭터. 어렸을 때부터 소꿉친구였던 과학자 토니오를 좋아한다. 파트너는 불꽃숭이.
토니오
성우 - 야마모토 코지 / 신용우
과학자이다. 몇 일 전부터 일어나기 시작한 마을의 괴상한 현상에 대해 조사하지만 살짝 엉뚱하고 어리버리한 면도 없지 않아 있다. 앨리스의 소꿉친구. 파트너는 둥실라이드.
앨리시아
앨리스의 할머니. 어렸을 때 몸과 마음이 모두 지쳐있던 다크라이의 마음을 그녀의 순수한 마음이 어우러진 '오라시온'이라는 풀피리로 열게 하였다.
고디
토니오의 증조할아버지. 천재 건축가이며 앨리스가 어렸을 때 뛰어놀던 공원, 그리고 시공의 탑 역시 그가 지은 것. 미래를 예견하는 듯한 일기를 써놓는다.
알베르트 남작
성우 - 야마데라 코이치 / 양석정
앨리스를 지극히 좋아하여 김칫국 마시며 결혼까지 꿈꾸는 느끼남. 파트너는 내룸벨트. 마을의 괴현상을 다크라이 때문이라고 부득부득 우긴다.
화은
파트너는 초염몽. 행동이나 초염몽의 타입을 봐서나 격투에 관한 것, 격투 타입 포켓몬을 좋아하는 듯하다. 열혈적인 여성이다.
대욱
파트너는 엠페르트. 꽤나 시합을 좋아하는 모양이다. 마을 광장에서 지우에게 도전한다.
승리
성우 - 야마모토 히로시 / 전태열
파트너는 토대부기. 지우 일행이 아라모스 마을에 도착하자 지우에게 맨 첫 번째로 포켓몬 시합을 한다.
다크라이
성우 - 이시자카 코지 / 임채헌
과거 앨리시아로 인해 공원에서 살게 된 환상의 포켓몬. 주특기 '다크홀'은, 맞은 즉시 상대를 악몽의 잠에 빠뜨려버린다. 이 때문에 사람들이 별로 좋아하지 않았고, 사람들 앞에 잘 나타나는 일도 없었다. 그런데 다른 곳도 아닌 공원에서도 이상한 흔적이 발견되자 나타나 지우를 뭔가 예언하는 듯한 악몽에 빠뜨려버리고, 하늘에 빛이 났을 땐 광장에 나타나 포켓몬들을 악몽에 빠뜨려버렸다. 마을 밖에 괴이한 안개가 꼈을 때도, 자신을 방해하는 것으로 여긴 트레이너들의 포켓몬들을 악몽에 빠뜨렸다. 이 때, 펄기아가 이들 앞에 나타나자 비로소 펄기아를 향해 공격을 실시한다. 텔레파시를 통해 말을 할 수 있지만 엄연히 포켓몬이라 그런지, 대사가 그렇게 다양하지 않다. '여긴 모두의 정원이다!'가 주요 대사이다.
펄기아
공간을 다스리는 신이라 불리는 포켓몬이다. 시공의 흑간에서 무슨 이유인지 디아루가와 치열한 대결을 펼친다. 공격 흡수가 가능한 왼쪽 어깨의 펄 보석에 상처가 나자 아라모스 마을로 들어와 지우 일행 앞에 현신한다.
디아루가
시간을 다스리는 신이라 불리는 포켓몬. 시공의 흑간에서 펄기아와 싸우다가 치명적 상처를 입힌다. 펄기아가 아라모스 마을로 숨어들었지만, 곧바로 발견하여 마을에서까지도 펄기아와 대결을 펼친다.